# Rainha depois de Morta, Inês de Castro
Rainha Depois de Morta, Inês de Castro (1910) é um filme mudo português da autoria de Carlos Santos, considerado o primeiro filme épico e de reconstituição histórica realizado em Portugal. A curta-metragem atualmente encontra-se desaparecida. Foi também o primeiro filme do ator António Silva.

## Sinopse
O filme narra os amores, a morte e coroação póstuma da rainha Inês de Castro: «a mísera e mesquinha que, depois de morta, foi rainha».

## Produção
Publicitado e concebi como um "filme de arte", a obra cinematográfica "Rainha depois de Morta" foi produzida graças aos bons conhecimentos do produtor Júlio Costa no meio teatral, que juntou Rafael Ferreira, professor do Conservatório e jornalista d'O Século, e Carlos Santos, ator respeitado no meio artístico nacional, que realizou e interpretou o papel de D. Pedro I.
Carlos Santos reuniu o elenco, chamando um outro reputado ator de teatro, Eduardo Brazão, para fazer o papel do rei D. Afonso IV. Para Inês de Castro, foi escolhida Amélia Vieira, mãe de Carlos Santos. O filme é também importante por ter marcado a estreia cinematográfica de António Silva, que viria a ser um dos mais populares actores do teatro e do cinema português do século XX.
O filme foi gravado no Atelier Cerca do Coleginho, situado na Mouraria, e em Campo Grande, em Lisboa, e produzido pela Empreza Cinematographica Ideal.

## Enquadramento histórico
Juntamente com Os Crimes de Diogo Alves (1909), Rainha depois de Morta foi uma das primeiras grandes produções do cinema português, com o recurso a meios técnicos industriais e elencos de vulto, anunciando a tendência de produzir obras espectaculares de temática nacional, que se acentuaria a partir dos anos vinte.
O filme foi exibido no Salão Central, Palácio Foz, a 2 de maio de 1910 e, depois, em casas de espectáculos do país, África e Brasil.

## Elenco
- Carlos Santos... D. Pedro I
- Eduardo Brazão... D. Afonso IV
- Amélia Vieira... Inês de Castro
- José Carlos dos Santos ... D. João
- Pinto Costa... Álvaro de Castro
- Tomás Vieira... Diogo Lopes Pacheco
- Mendonça de Carvalho... Álvaro Gonçalves
- Mário Veloso... Pêro Coelho
- Madalena Caçador... D. Dinis
- Maria Amélia Caçador... D. Beatriz
- Maria Machado ... Pajem
- Maria Isabel de Oliveira Berardi ... Aia
- António Silva
- Augusto Sampaio
- Botelho do Amaral
- Carlota Sande
- Castro Guimarães
- Francisco Mendonça
- Margarida de Sousa
- Mário Pedro